# Thomas F. Naegele
Thomas F. Naegele (* 11. Oktober 1924 in Stuttgart) ist ein US-amerikanischer Künstler und Kunsterzieher mit schwäbischen Wurzeln, der in New York lebt. Sein Vater war der Maler und Grafiker Reinhold Nägele.

## Leben und Werk

### Schwäbische Kindheit
Thomas F. Naegeles Vater, der Künstler Reinhold Nägele (* 17. August 1884; † 30. April 1972), stammte aus Murrhardt und seine Mutter Alice Nägele, geborene Nördlinger (* 25. Februar 1890 in Stuttgart; † 26. März 1961 in New York), war Ärztin für Hautkrankheiten, die ihre Praxis in Stuttgart hatte. Dort wuchs Thomas Ferdinand Nägele mit den zwei Brüdern Caspar David (1923–1966) und Philipp Otto (1928–2011) auf. 1931 besuchte er die Falkert Versuchsschule und ab 1935 das Dillmann-Realgymnasium.
Der Vater stand dem schwäbischen Liberalismus um Theodor Heuss nahe und in diesem Geist entwickelten sich auch die Kinder, bis der Nationalsozialismus um sich griff und die Familie in Existenznöte brachte. Da sich Reinhold Nägele nicht von seiner jüdischen Frau trennen wollte, wurde er 1937 als „jüdisch versippt“ aus der Reichskammer der Bildenden Künste ausgeschlossen und 1938 erfolgte ein Berufs- und Ausstellungsverbot. Seiner Frau wurde 1933 die kassenärztliche und 1937 auch die ärztliche Zulassung entzogen. Da der Umzug nach Murrhardt die Familie nicht vor dem Zugriff der Nationalsozialisten schützen konnte, wurde die Auswanderung vorbereitet.

### Emigration und Zweiter Weltkrieg
Zunächst kamen ab 1937 nacheinander die Söhne mit Hilfe US-amerikanischer Verwandter, einer internationalen, interkonfessionellen Hilfsorganisation und weiterer privater Unterstützer in verschiedenen englischen Gastfamilien und Internaten unter. Thomas Naegele besuchte ab April 1938 das Brighton College. Ende August 1939 flüchteten die Eltern mit wenigen Habseligkeiten in letzter Minute über Paris nach London. Die Familie gelangte im September 1940 mit Unterstützung amerikanischer Verwandter von Alice Nägele über Kanada nach New York und siedelte sich in Manhattan an.
Der Vater fand Arbeit als Reprofachmann in einem Kunstverlag und die durch die Ängste und Sorgen der letzten Jahre gesundheitlich angeschlagene Mutter arbeitete in der Pflege, bevor sie 1949 das amerikanische Staatsexamen nachholte. Danach übte sie bis zu ihrem Tod 1961 ihren Beruf wieder aus, zuletzt als Schulärztin in New York. Das amerikanische Visum für Helene Nördlinger, Thomas’ Naegeles Großmutter mütterlicherseits, kam zu spät. 1942 wurde sie nach Theresienstadt deportiert und später auf einem weiteren Transport ermordet. Ein Stolperstein des Kölner Künstlers Gunter Demnig in der Hölderlinstraße 7 in Stuttgart erinnert an sie.
Das künstlerische Talent von Thomas Naegele – er war früh vom Vater gefördert worden – wurde bald erkannt. Er besuchte die High School of Industrial Art, um sich zum Grafikdesigner auszubilden. Er startete mit achtzehn Jahren seine Karriere als Grafiker bei den Zeitschriften House & Garden und Vogue. Aus der Namensschreibweise Nägele wurde Naegele. Ab 1943 musste Thomas Naegele Militärdienst leisten, zunächst bei einer Sanitätseinheit. Nach seiner Einbürgerung 1944 war er bei der U.S. Militärpolizei Dolmetscher und Übersetzer in einem Lager für kriegsgefangene deutsche Unteroffiziere in Nebraska. Diese Zeit prägte sein künstlerisches Schaffen und seine humane Einstellung zu den früheren Landsleuten stark. Die Erlebnisse fanden Eingang in eine 50-teilige Bilderserie, die diese Zeit dokumentiert. Ausgestellt ist sie im Nebraska Prairie Museum in Holdrege, NE.

### Beruflicher Werdegang und Familiäres
Nach der Entlassung aus der Armee 1946 arbeitete Thomas F. Naegele wieder als Grafiker, zunächst beim Fernsehen (CBS) und später in der Werbebranche. Nachdem er zwölf Jahre lang bei der Agentur J.W. Thompson als TV art director tätig gewesen war, wechselte er 1966 in eine Lehrtätigkeit und wurde Dozent für Gebrauchsgrafik am Pratt Institute und der High School of Art and Design. Zusätzlich arbeitete er wieder in einer Werbeagentur, um seine inzwischen sechsköpfige Familie zu ernähren.
1990 wurde er, ein Jahr vor seinem Ruhestand, für seine Arbeit als „Kunsterzieher des Jahres der Stadt New York“ ausgezeichnet. Ab 1960 waren seine Werke in zahlreichen Einzel- und Gruppenausstellungen auf beiden Seiten des Atlantiks vertreten. Von 1964 bis 1966 gestaltete er sechs US-Briefmarken und der Verlag American Artists Group veröffentlichte über 150 seiner Weihnachtsmotive.
Thomas F. Naegele heiratete 1953 die aus England in die USA emigrierte Rosemary Hurst (* 1925 in Ascot, England; † 2012 in New York). 1955 und 1956 kamen die Söhne Jolyon und Amyas zur Welt, gefolgt von Tochter Cushla 1958 und Sohn Tobias 1962. Sowohl Rosemary Naegele als auch ihre Tochter Cushla schlugen eine künstlerische Laufbahn als Malerinnen ein.
Die Brüder von Thomas F. Naegele studierten und promovierten. Philipp Otto wurde Musikwissenschaftler und Caspar David Soziologe.

### Verbindungen mit der alten Heimat
Thomas F. Naegele zog es immer wieder in die alte Heimat, auch um seinen inzwischen wieder in Murrhardt lebenden Vater zu besuchen. Nach dessen Tod kamen im Rahmen der Namensgebung bleibende Kontakte mit der Reinhold-Nägele-Realschule in Weinstadt zustande, für die er von 1984 bis 2018 grafische Jahreskarten gestaltete. Neben den eigenen Arbeiten (siehe Ausstellungen und Publikationen) stand auch die Begleitung des Werkes seines Vaters im Mittelpunkt, so z. B. die Mitarbeit an der Reinhold Nägele-Monografie von 1982 bis 1984 und 1987 bei der Fernsehdokumentation „Reinhold Nägele, Maler“ mit Karl Ebert oder die Eröffnung diverser Ausstellungen. Naegele ist Ehrenmitglied der Tübinger Königsgesellschaft Roigel.
Für Murrhardt, seinen Ferienort der Kindheit, entwarf Thomas F. Naegele ein Platzmal aus Metall, das 1998 auf dem Ferdinand-Nägele-Platz eingeweiht wurde. Es ist dem Urgroßvater gewidmet, der Abgeordneter der Nationalversammlung in der Paulskirche war. In der städtischen Kunstsammlung der Stadt Murrhardt sind Bilder von Reinhold Nägele und seinem Sohn vertreten. Der Ende 2022 eröffnete „Malerweg“ in Murrhardt würdigt die beiden Künstler mit einer Station.

### Stil und Schaffen
Die Werke von Thomas F. Naegele sind meist farbenfroh, graphisch genau und detailreich. Sein Stil pendelt zwischen Impressionismus und abstrahierendem Realismus. Mal sind seine Bilder reine Gemälde, mal tritt die graphische Gestaltung in den Vordergrund. Regionen seiner Kindheit, wie Stuttgart oder Murrhardt, verschwindende Kleinstadtidylle, aber auch Szenen aus der neuen Heimat sind oft Motive seines Schaffens. Zeitzeugnisse, die persönliche Verarbeitung schicksalhafter Ereignisse oder geschichtliche und aktuelle politische Themen sind ebenfalls Gegenstand seiner Arbeiten, die auch manchmal einen humorvollen Anstrich zeigen. Ein großes Anliegen von Thomas F. Naegele ist die Bewahrung von Menschlichkeit und Natur und er hat dabei die ganze Erde im Blick, die als Weltkartensymbol viele Werke durchzieht. Nach seinem Ruhestand als Kunsterzieher entstanden nach und nach bebilderte biografische Publikationen sowie Illustrationen zu Gedichten von Eduard Mörike.

## Ausstellungen (Auswahl)
Quelle:
- 1993–1994: Wiederaufnahme der Erlebnisse von 1943 bis 1946 als geschlossener Zyklus
- 1994–1996: Ausstellungen in Bridgewater, CT, University of Nebraska, Kearney, NE, Murrhardt, Stuttgart, Tübingen, Weinstadt und anderen süddeutschen Städten
- 1995: Schlossplatz-Zyklus, Stuttgart
- 1997: „Drei Generationen“, Galerie unterm Turm, Stuttgart
- Diverse Ausstellungen in Murrhardt, zuletzt 2018 im Rahmen seines 94. Geburtstages[11][12]

## Publikationen (Auswahl)
Quellen:
- Reinhold Nägele. Exlibris. Konrad Theiss Verlag, Stuttgart 1989, ISBN 3-8062-0557-4.
- Liebe Deine Feinde/Love Thine Enemies. Rückblick auf ein denkwürdiges Kapitel der deutsch-amerikanischen Geschichte. Ausstellungskatalog, Bleicher Verlag, Gerlingen 1994, ISBN 3-88350-609-5. (Time-out from War, 2024 neu publiziert in einer englischsprachigen Ausgabe).
- Red.: Naegele, Reinhold, Thomas, Rosemary, Cushla. Drei Generationen: hüben und drüben. Katalog zur gleichnamigen Ausstellung in der Galerie unterm Turm, Stuttgart. Göhring Druck, Waiblingen-Beinstein 1997.
- Eduard Mörike: Der alte Turmhahn. Mit Stift und Pinsel begleitet von Thomas Ferdinand Naegele. Betulius Verlag, Stuttgart 1999, ISBN 3-89511-062-0.
- Eduard Mörike: Des Schloßküpers Geister zu Tübingen. Illustriert von Thomas F. Naegele. Betulius Verlag, Stuttgart 2000, ISBN 3-89511-078-7.
- Eduard Mörike: Von Liebesglück und schmerzlichem Vergnügen. Ein Skizzenbuch von Thomas F. Naegele. Betulius Verlag, Stuttgart 2000, ISBN 3-89511-073-6.
- Eduard Mörike: Es steht ein Regenbogen. Ausgesucht und illuminiert von Thomas F. Naegele. Masken Verlag Friedrich Willmann, Stuttgart 2003, ISBN 3-939500-43-7.
- Licht und Schatten. Eine kleine Auto-Bio-Kartographie. Betulius Verlag, Stuttgart 2005, ISBN 3-89511-087-6.
- Hans F. Willmann: Engele und Teufele. Illustriert von Thomas F. Naegele. Masken-Verlag Friedrich Willmann, Stuttgart 2006, ISBN 3-939500-12-7.